# 第4屆威尼斯影展
第4屆威尼斯影展於1936年8月10日至8月31日舉行。今年首次國際評審團獲提名。

## 競賽電影
- 雅克·費代爾 《弗蘭德狂歡節（英语：Carnival in Flanders (film)）》
- 路易斯·特蘭克（英语：Luis Trenker） 《加利福尼亞的皇帝（英语：Der Kaiser von Kalifornien）》
- 雷内·克萊爾 《鬼魂西行（英语：The Ghost Goes West）》
- 羅伯特·萊納德（英语：Robert Z. Leonard） 《歌舞大王齊格飛》
- 奧古斯托·傑尼納（英语：Augusto Genina） 《利比亞騎兵（英语：Lo squadrone bianco）》
- 阿納托爾·利特瓦克（英语：Anatole Litvak） 《梅耶林（英语：Mayerling (1936 film)）》
- 法蘭克·卡普拉 《富貴浮雲（英语：Mr. Deeds Goes to Town）》
- 詹姆斯·惠尔 《演藝船（英语：Show Boat (1936 film)）》
- 威廉·迪亞特爾（英语：William Dieterle） 《萬古流芳（英语：The Story of Louis Pasteur）》
- 馬賽爾·萊皮埃（英语：Marcel L'Herbier） 《战斗前夜》

## 獎項
- 最佳外語片：路易斯·特蘭克（英语：Luis Trenker） 《加利福尼亞的皇帝（英语：Der Kaiser von Kalifornien）》
- 最佳義大利電影：奧古斯托·傑尼納（英语：Augusto Genina） 《利比亞騎兵（英语：Lo squadrone bianco）》
- 沃爾庇杯：
  - 最佳男演員：保羅·穆尼 《萬古流芳（英语：The Story of Louis Pasteur）》
  - 最佳女演員：安娜貝拉 《战斗前夜》
- 最佳動畫電影：華特·迪士尼 《谁杀害了知更鸟先生？（英语：Who Killed Cock Robin? (1935 film)）》
- 色彩電影：亨利·哈撒韦 《寂寞鬆林山道（英语：The Trail of the Lonesome Pine (1936 film)）》
- 最佳導演：雅克·費代爾 《弗蘭德狂歡節（英语：Carnival in Flanders (film)）》

## 外部鏈接
- 官方网站
- IMDb1936年威尼斯影展獎項 （页面存档备份，存于）